# بیرینجی عاشیق‌لی
بیرینجی عاشیق‌لی (به لاتین: Birinci Aşıqlı) یک منطقه مسکونی در جمهوری آذربایجان است که در شهرستان بیلقان واقع شده است. این روستا ۱۹۸۱ نفر جمعیت دارد.